# East of Angel Town
East of Angel Town è il terzo album studio di Peter Cincotti, pubblicato il 29 ottobre 2007.

## Tracce
1. Angel Town – 4:48
2. Goodbye Philadelphia – 4:30
3. Be Careful – 3:43
4. Cinderella Beautiful – 4:17
5. Make It Out Alive – 3:56
6. December Boys – 4:42
7. U B U – 4:35
8. Another Falling Star – 4:38
9. Broken Children – 4:13
10. Man On A Mission – 4:26
11. Always Watching You – 5:05
12. Witch's Brew – 5:12
13. The Country Life – 3:47
14. Love Is Gone – 3:44

## Classifiche
| Classifica (2007) | Posizione massima |
| ----------------- | ----------------- |
| Austria           | 59                |
| Belgio (Vallonia) | 26                |
| Francia           | 16                |
| Italia            | 30                |
| Svizzera          | 22                |